# ㅠ
ㅠ(유)는 한글 낱자 중 스물두 번째 글자이다. 현대 한국어에서는 이중모음이다. IPA로는 [ ju ]로 나타낸다.
《훈민정음해례》에서는 ㆍ와 ㅡ를 합해 만들었다고 설명하고 있다.

## 인터넷 은어
ㅠ는 인터넷에서 슬픔, 슬프다, 우울하다로 쓰인다.

## 코드값
| 종류                  | 글자 | 유니코드 | HTML     |
| --------------------- | ---- | -------- | -------- |
| 한글 호환 자모 영역   | ㅠ   | U+3160   | &#12640; |
| 한글 자모 영역        | ᅟᅲ   | U+1172   | &#4466;  |
| 한양 사용자 정의 영역 |   | U+F83C   | &#63548; |
| 반각                  | ￗ    | U+FFD7   | &#65495; |